# Tephrosia madrensis
Tephrosia madrensis är en ärtväxtart som beskrevs av Berthold Carl Seemann. Tephrosia madrensis ingår i släktet Tephrosia och familjen ärtväxter. Inga underarter finns listade i Catalogue of Life.